# Voenno-vozdušnye sily i vojska protivovozdušnoj oborony
L'aeronautica militare e difesa antiaerea bielorussa (in bielorusso Voenno-vozdušnye sily i vojska protivovozdušnoj oborony?, Ваенна-паветраныя сілы і войскі супрацьпаветранай абароны Рэспублікі Беларусь), è l'attuale aeronautica militare della Repubblica di Bielorussia e parte integrante delle Forze armate della Repubblica di Bielorussia, formata nel 1992 dalla 26ª Armata Aerea dell'Aeronautica militare Sovietica che era di stanza nella Repubblica Socialista Sovietica Bielorussa.
In accordo con un'ordinanza del Presidente della Bielorussia, nel 2001, l'Aeronautica e le Forze della Difesa Aerea fu creata come una delle armi delle Forze Armate della Bielorussia. Essa ha lo scopo di proteggere i centri abitati, nonché gli interessi industriali, amministrativi ed economici della nazione. Ha anche il compito di difendere le truppe di terra da attacchi nemici, siano essi aerei o di terra nemiche, supportando e garantendo la riuscita delle operazioni di combattimento delle forze di terra.

## Storia
Il 5 maggio 1942, sulle basi delle Forze aeree del fronte ovest, fu creata la Prima Arma Aerea. Con l'ordinanza dello Stato Maggiore del 10 gennaio 1949, l'Arma Aerea divenne la 26ª Arma Aerea. Nel 1980, la 26ª Arma Aerea fu ridisegnata Forza Aerea del Distretto Militare Bielorusso. Il 1º maggio 1988 in accordo con il Ministero della Difesa, in base al decreto dell'URSS N° 0018, le forze aeree del Distretto furono nuovamente rinominate 26ª Arma Aerea. Come accadde a quasi tutte le nazioni che erano parte del Patto di Varsavia, la Repubblica di Bielorussia divenne uno stato indipendente, dopo il crollo dell’URSS, nel gennaio 1992. Sei mesi dopo, il 15 giugno 1992, con il decreto N° 05 del Ministero della Difesa della Repubblica di Bielorussia, la 26ª Arma Aerea divenne il comando delle Forze Aeree della Repubblica di Bielorussia, che ebbe il controllo, il 1º agosto 1992, sul materiale lasciato dai sovietici. Sul territorio bielorusso la forza aerea (VVS) sovietica aveva mantenuto, fino a quel momento, solo forze di seconda linea. Le risorse assegnate all'11º Corpo di difesa aerea e alla 26ª Armata aerea erano caccia, cacciabombardieri e bombardieri. In Bielorussia erano da poco confluiti reparti che avevano prestato servizio in Afghanistan e altri che provenivano da Germania orientale, Polonia e Ungheria. La nuova Repubblica di Bielorussia acquisì anche il controllo di alcune infrastrutture militari in grado di svolgere attività di manutenzione (anche nel settore dell'avionica), come il 558° Centro di riparazione di aeromobili di Baranovichi. In Bielorussia vi erano anche bombardieri della 46ª Armata aerea ma poiché il nuovo stato autonomo non aveva interesse per le capacità strategiche furono resi alla Russia.

## Periodo post sovietico
Nell’ambito della nuova Comunità di Stati Indipendenti (CSI), la Bielorussia creò un’aeronautica che era considerata la forza con la più elevata operatività. Furono circa 700 gli aerei militari di vario tipo che si trovarono sul suo territorio; questo numero, tuttavia, si ridusse rapidamente.
Il 15 giugno 1992, il governo bielorusso di Tashkent firmò il trattato sulle forze convenzionali in Europa con il quale si stabiliva un tetto di 260 aerei da combattimento e 80 elicotteri militari.
In ottemperanza al trattato e in conformità con l’accordo intergovernativo tra Bielorussia e Russia, tra il 1992 e il 1994, la maggior parte degli aeromobili dell'aviazione strategica (46ª Armata aerea) fu trasferita in Russia, lasciando solo pochi Sukhoi Su-24 come bombardieri tattici. Nel 1993, il 28º Reggimento caccia rientrò nella Federazione e nel 1994 toccò al 201º Reggimento caccia.
Praticamente dal 15 giugno 1992 l'Aeronautica bielorussa fu oggetto di un continuo processo di ristrutturazione al ribasso. Nel 1996, ad esempio, 18 caccia MiG-29 e due MiG-29UB furono venduti all’aeronautica peruviana, lasciandone in organico solo 42.

## Riorganizzazione permanente
Nel dicembre 2001 fu avviata la riorganizzazione dell’organico e la tradizionale suddivisione di stile sovietico, basata su un comando delle forze aeree tattiche e strategiche e un comando della difesa aerea, fu modificata in un unico stato maggiore dal quale dipendevano due comandi tattici, quello occidentale e quello settentrionale. Il primo era sulla base di Baranoviči e il secondo su quella di Mačuliščy.
La struttura, invece, non cambiava dal punto di vista geografico, restando articolata su otto basi.
Questa significativa riduzione portò ad una forza aerea dall'organico molto più ridotto: 30 Sukhoi Su-24MK e 12 Su-24MR, 87 Sukhoi Su-25 e 10 Su-25UB, 21 Sukhoi Su-27P e 4 Su-27UB, 31 Mikoyan MiG-23MLD e 6 MiG-23UB, 57 MiG-29 e 8 MiG-29UB,  7 Antonov An-12, 9 Antonov An-26, un Antonov An-24, 32 Ilyushin ll 76MB, un Tupolev Tu-134, un Tupolev Tu-154, uno Yakovlev Yak-40, 76 elicotteri Mil Mi-24, 127 Mi-8, 11 Mi-6 e 30 Mi-26. Tuttavia, alcuni di questi aeromobili, benché elencati tra quelli in organico, in realtà erano nei depositi per carenza di parti di ricambio.
Nel 2002, la 65ª Base elicotteri (molte forze dell’est avevano iniziato a trasformare le basi aeree in una sorta di grande unità, ad imitazione di certe varianti occidentali del concetto di “wing”) situata a Kobryn fu riorganizzata nel 65º Squadrone di elicotteri misto autonomo che nel 2003 fu trasferito sulla 181ª Base di Pružany.
Tra il 2002 e il 2003, la 276ª Base è stata sciolta e i suoi elicotteri trasferiti alla 181ª dove alcuni furono cannibalizzati per mantenere operativa la flotta rimanente.
Per sopperire alla carenza in campo addestrativo, nel dicembre 2005 10 L-39C furono acquistati in Ucraina e furono assegnati alla 206ª Base a Lida.
La successiva riforma del luglio 2010 comportò lo scioglimento della 116ª Base di Ross. I suoi Su-24M e Su-24MR furono trasferiti alla 116ª Base, anch’essa sull'aeroporto di Lida. Contemporaneamente fu formato il 206° Centro addestramento al volo con i 10 L39C.
Nello stesso anno, la 927ª Base fu disattivata e i suoi MiG-29 spostati a Baranovichi; gli esemplari non aggiornati volarono all'esaurimento della vita utile e poi furono immagazzinati.
Nello stesso periodo fu deciso che la Base di Bereza sarebbe servita, successivamente, come sede di droni e, infatti, nel 2011 fu dotata di UAV Irkut-3 e Irkut-10.
Tra il 2010 e febbraio 2012, 42 tra Su-24M e Su-24MR furono radiati per il loro costo d’impiego troppo alto e 12 furono venduti al Sudan. Nel dicembre 2012 anche 17 Su-27P e 4 Su-27UBM furono messi a terra: sarebbe stato necessario un aggiornamento ma i fondi non erano disponibili.
Con l’ennesima riduzione significativa dell’organico nell’autunno 2014 la struttura dei comandi del nord e dell’ovest fu sciolta in favore di un unico comando centrale.
Fu puntato a macchine di più facile gestione e nell’aprile 2014 il centro di manutenzione 558 ARZ riconsegnò 2 Su25UBM e nel novembre 8 MiG-29BM, seguiti da altri tre il 1º dicembre 2015.
Nel novembre 2014, il 206° Centro addestramento ricevette un lotto iniziale di 4 addestratori Yakovlev Yak-130. Un secondo lotto è stato consegnato il 23 novembre 2016 e il terzo di quattro è arrivati l'11 maggio 2019. Al novembre 2019 gli L-39C volavano ancora insieme agli Yak-130, ed il loro destino non era ancora deciso.
Nel dicembre 2014 la 181ª Base e stata disattivata e i suoi elicotteri sono stati trasferiti da Pružany a Mačuliščy per essere integrati nella 50ª Base (mista), con il 3º Squadrone dotato di 25 elicotteri da combattimento Mi-24 e 6 utility Mi-8.
Anche il numero degli aerei da trasporto è stato ridotto in modo considerevole. Nell’aeronautica bielorussa sono ancora operativi solo due Il-76, dei quali almeno uno è stato revisionato dalla 360 ARZ a Žukovskij, in Russia, e riconsegnato nel dicembre 2016. La stessa cosa è avvenuta per gli ultimi 2 An-26, mentre tutti gli aerei Antonov An-2 sono stati ritirati.

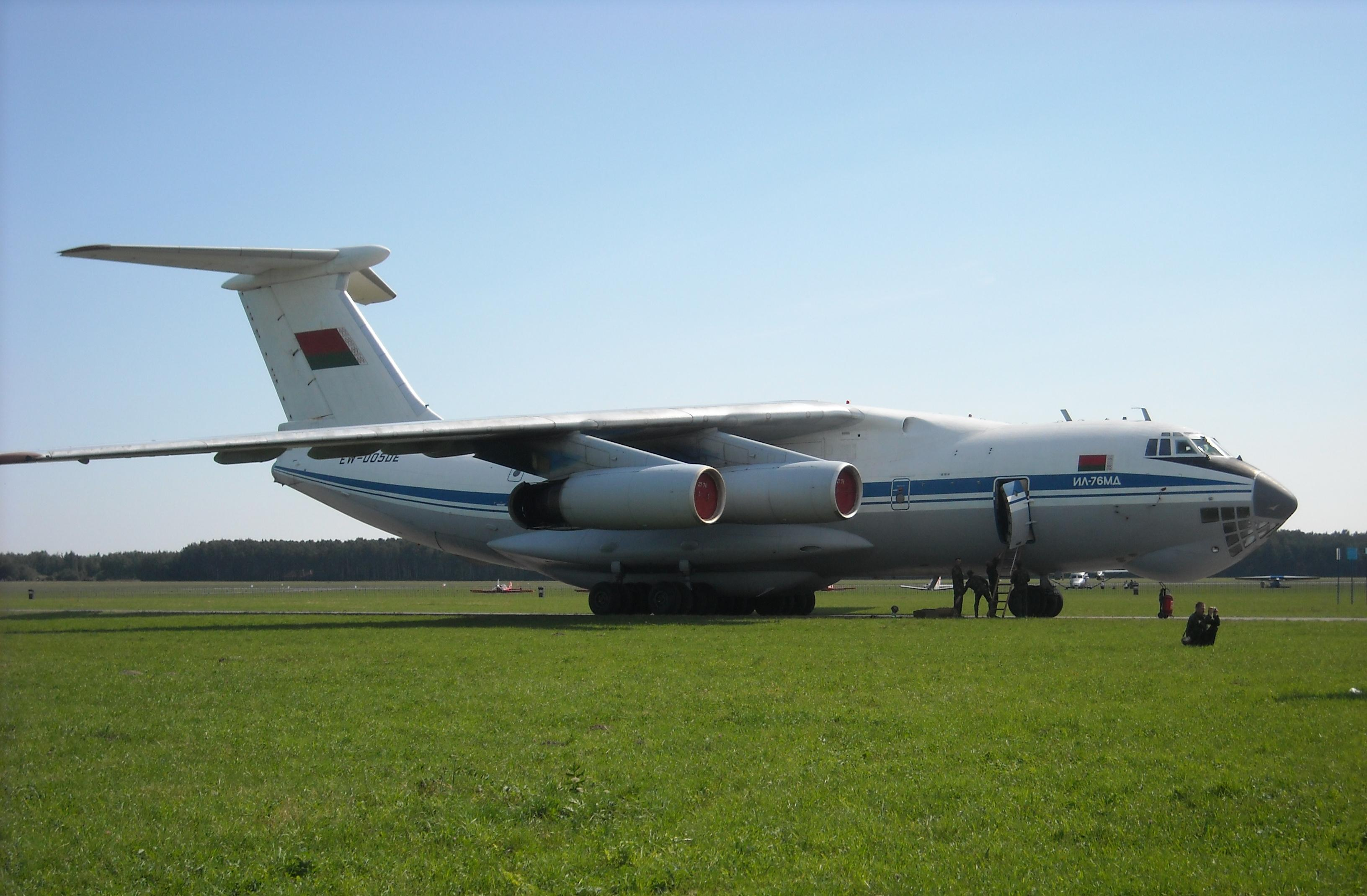
Ilyushin Il-76MD dell'Aeronautica Bielorussa il giorno dell'arrivo sulla base di Radom-Sadków prima dell'Air Show del 2009.

Il presidente della Repubblica di Bielorussia, durante una visita al 558 ARZ di Baranoviči il 2 aprile 2014, ha dichiarato che tutti i programmi di aggiornamento sarebbero stati effettuati “in casa”. Di conseguenza, nel 2014, in collaborazione con l'ucraina Motor Sich, è stato sviluppato un programma di modernizzazione dei Mil Mi-8 designato Mi-8MSB, messo a punto su cinque elicotteri. Fu subito pianificato l'aggiornamento di altri dieci da parte dell'ARZ Oršanskij in collaborazione con Motor Sich.
Lo stesso centro ha aggiornato un modesto numero di Mi-24; fu valutato il montaggio delle turbine TV3-117VMA-SBM1V-02, prodotte dalla stessa Motor Sich, sul Mi-24R e delle TV3-117VMA-SBM1V sul Mi-24V, ma non è noto quanti siano stati gli elicotteri rimotorizzati. Un ulteriore programma di aggiornamento ha riguardato gli elicotteri Mi-2, portati allo standard Mi-2MSB-2, sempre da Motor Sich. Fu ipotizzato anche un Mi-8MSB-2 con diverse modifiche come Mi-8MSB-2MO, in tre configurazioni: anticarro, ricognizione e base navale. Tuttavia, nel maggio 2018 il centro di manutenzione Oršanskij è stato al centro di vicende giudiziarie e tutti i programmi della serie MSB sono stati cancellati.
Come conseguenza, i Mi-8 di prima generazione sono stati radiati il 16 giugno 2015; per la loro sostituzione Russian Helicopters (Rostec) ha annunciato la firma di un contratto con il ministero della difesa bielorusso per 12 Mi-8MTV-5 di fabbricazione russa, da consegnare tra il 2016 e il 2017 (i primi sei, infatti, sono arrivati il 28 novembre 2016 e gli altri l‘11 aprile 2017).
Nella sua forma più recente (novembre 2019), l’aeronautica bielorussa opera da tre basi a Baranoviči, Lida e Mačuliščy più l’aeroporto Oscovcy sul quale è schierato il Reggimento CPA BAK 927 dotato di droni Irkut.
Secondo notizie non ufficiali, in condizioni di operatività rimangono solo quattro elicotteri Mi-24K e quattro Mi-24R. Numerosi Mi-8 sono sulla base di Mačuliščy, dove sono stati visti anche 3 Mi-26 in parcheggio "a lungo termine", con l'unico in condizioni di volo in carico al ministero delle emergenze.
La maggior parte degli aerei ritirati dall'uso si trova presso il 558° Deposito di Baranoviči e gli elicotteri sono stati parcheggiati presso il 1169° Deposito di Luninec.
Dal 1993 in poi il materiale di volo radiato è stato oggetto di un'intensa attività di vendita all’estero ed elicotteri Mi-8 e Mi-24 sono stati venduti in Burkina Faso, Sudan, Ruanda, Congo, Angola, Sierra Leone e Guinea Equatoriale.
Nel 1996 il Perù acquistò 18 caccia MiG-29 e 2 MiG-29UB e 10 aerei da attacco Su-25 e otto Su-25UB. Nel 1998 toccò a tre Su-27P per l'Angola, nel 1998 un Su-27P fu acquistato dall’Ucraina e nel 2001 un esemplare andò in Gran Bretagna (probabilmente per riesportazione negli Stati Uniti). Nel 1999 è stato firmato un contratto per 8 MiG-29UB da rivendere all’Algeria, oltre a 36 MiG-29 monoposto. Nello stesso anno un lotto di Su-24 fu venduto all’Angola.
Nel 2002, altri due MiG-29 furono venduti all'Algeria e due elicotteri Mi-24V alla Costa d'Avorio, seguiti da due Su-25 nel 2004 e Mi-8 nel 2005. Sempre nel 2005 furono venduti a Gibuti due Mi-24. Per quanto riguarda i MiG-29, dovrebbero essere una decina gli esemplari ancora in servizio. Sul fronte delle acquisizioni, invece, nel novembre del 2017 sono stati ordinati 12 Su-30SM, i primi 4 dei quali sono stati consegnati nel novembre del 2019 (in coppie di due, il 13 novembre ed il 20 novembre), mentre i successivi otto entro il 2021.
Resta poco definito il futuro dell’aereo da attacco Su-25, per il quale attualmente (novembre 2019) non esistono né programmi di ammodernamento per la rimanente flotta, né è stato emesso alcun requisito per la sua sostituzione.
Le stesse considerazioni valgono per gli elicotteri da attacco: forse un numero molto ridotto di Mi-24K e Mi-24V dovrebbe essere stato oggetto di programmi di ammodernamento, ma al riguardo non sono disponibili dichiarazioni ufficiali.
Si ritiene, inoltre, che i 12 elicotteri da trasporto Mi-8MTV-5 ricevuti, non siano sufficienti a soddisfare i requisiti della forza aerea, ma, tuttavia, non si è a conoscenza di nuovi ordini.

## Aeromobili in uso

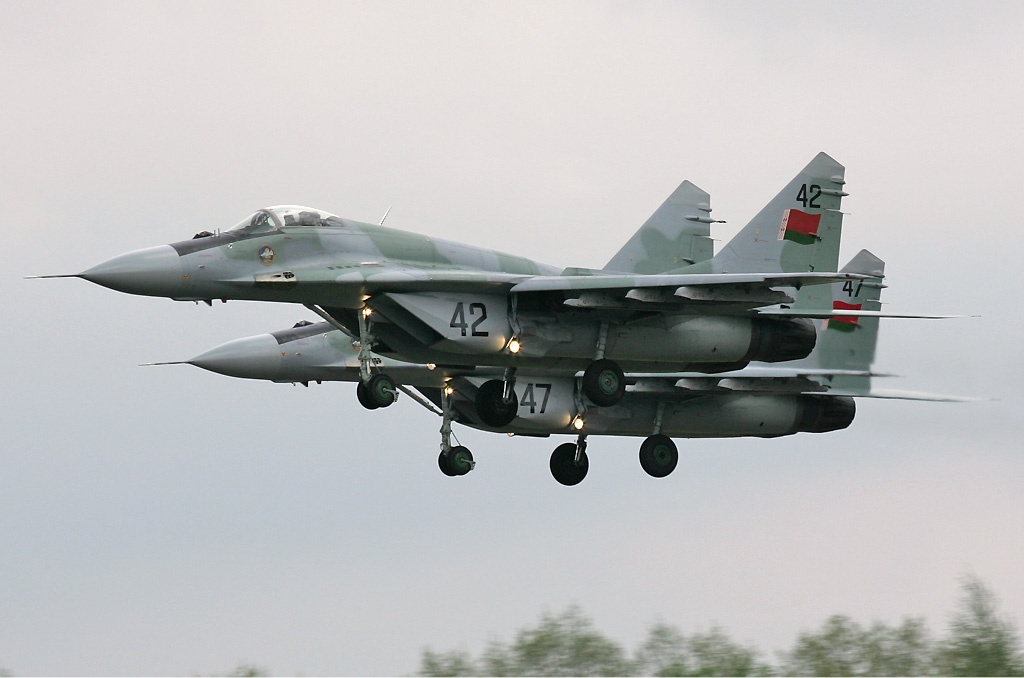
Una coppia di MiG-29 in avvicinamento

Sezione aggiornata annualmente in base al World Air Force di Flightglobal del corrente anno. Tale dossier non contempla UAV, aerei da trasporto VIP ed eventuali incidenti accorsi durante l'anno della sua pubblicazione. Modifiche giornaliere o mensili che potrebbero portare a discordanze nel tipo di modelli in servizio e nel loro numero rispetto a WAF, vengono apportate in base a siti specializzati, periodici mensili e bimestrali. Tali modifiche vengono apportate onde rendere quanto più aggiornata la tabella.
| Aeromobile                      | Origine                  | Tipo                                           | Versione (denominazione locale) | In servizio (2024) | Note | Immagine |
| Aerei da combattimento          |                          |                                                |                                 |                    | |          |
| Sukhoi Su-30 Flanker-H          | Russia                   | caccia multiruolo                              | Su-30SM                         | 4                  | 12 Su-30SM ordinati a novembre 2017, consegne previste (per i primi 4 esemplari) per novembre 2019. I primi 2 esemplari sono stati consegnati il 13 novembre 2019. Ulteriori 2 esemplari sono stati consegnati il 20 novembre 2019.                                                                                   |          |
| Mikoyan-Gurevich MiG-29 Fulcrum | Unione Sovietica         | cacciabombardiereconversione operativa         | MiG-29BMMiG-29UBM               | 72                 | 57 MiG-29 e 8 MiG-29UB ex sovietici ricevuti a partire dal 1992. 10 aggiornati alla versione MiG-29BM (8 monoposto e 2 biposto). Uno dei MiG-29BM è andato perso durante la fase di decollo il 27 febbraio 2017. Secondo il WAF 2025 di Flightglobal, sarebbero 32 gli aerei in organico a tutto il 2024.             |          |
| Sukhoi Su-25 Grach              | Unione Sovietica         | aereo da attacco al suoloconversione operativa | Su-25KSu-25UB                   | 55                 | 87 Su-25K e 10 Su-25UB ex sovietici ricevuti a partire dal 1992. |          |
| Aerei da trasporto              |                          |                                                |                                 |                    | |          |
| Boeing 737                      | Stati Uniti              | aerei da trasporto VIP                         | B737 BBJ2                       | 1                  | 1 esemplare consegnato nel 2003. |          |
| Boeing 767                      | Stati Uniti              | aerei da trasporto VIP                         | B767-3K2(ER)                    | 1                  | 1 esemplare consegnato nel 2012. |          |
| Ilyushin Il-76 Candid           | Unione Sovietica         | aereo da trasporto strategico                  | Il-76MD Candid-B                | 2                  | 32 consegnati (si tratta di esemplari ex sovietici). |          |
| Antonov An-26 Curl              | Unione Sovietica         | aereo da trasporto tattico                     | An-26                           | 2                  | 9 An-26 ex sovietici ricevuti a partire dal 1992. |          |
| Aerei da addestramento          |                          |                                                |                                 |                    | |          |
| Aero L-39 Albatros              | Rep. Ceca                | aerei da addestramento                         | L-39C                           | 10                 | 10 L-39C ex ucraini acquistati nel 2005. |          |
| Yakovlev Yak-130 Mitten         | Russia                   | aerei da addestramento                         | Yak-130                         | 11                 | 8 ordinati. Ulteriori 4 esemplari sono stati consegnati a maggio 2019, portando a 12 gli esemplari in servizio. Un esemplare è stato perso il 19 maggio 2021. |          |
| Elicotteri                      |                          |                                                |                                 |                    | |          |
| Mil Mi-8 Hip                    | Russia                   | elicottero utility                             | Mi-8MTV-5                       | 12                 | 127 Mi-8 ex sovietici ricevuti a partire dal 1992, tutti ritirati nel 2015. 12 nuovi Mi-8MTV-5 ordinati in due lotti di 6 a novembre 2016 ed aprile 2017. Secondo il WAF 2025 di Flightglobal, sarebbero 36 gli elicotteri in organico a tutto il 2024.                                                               |          |
| Mil Mi-26 Halo                  | Unione Sovietica         | elicottero da trasporto pesante                | Mi-26                           | 3                  | 30 Mi-26 ex sovietici consegnati a partire dal 1992, 3 in organico al novembre 2019. |          |
| Mil Mi-24 Hind                  | Unione Sovietica Russia  | elicottero d'attacco                           | Mi-24KMi-24RMi-35M              | 40                 | 76 Mi-24 ex sovietici ricevuti dal 1992. Al novembre 2019, secondo fonti non ufficiali, dovrebbero essere in servizio solo 4 Mi-24K e 4 Mi-24R. Ulteriori 4 esemplari della nuova versione Mi-35M sono stati ordinati all'ottobre 2020. Secondo il WAF 2025 di Flightglobal, sarebbero 29 gli elicotteri in organico. |          |
| Mil Mi-2 Hoplite                | Unione Sovietica Polonia | elicottero da addestramento                    | Mi-2                            | 10                 | 26 consegnati. |          |

## Aeromobili ritirati
Dopo crollo dell'Unione Sovietica nel 1992, la Bielorussia aveva in inventario:
- Mikoyan-Gurevich MiG-23MLD Flogger - 31 esemplari (?-?)[4]
- Mikoyan-Gurevich MiG-23UB Flogger - 6 esemplari (?-?)[4]
- Mikoyan-Gurevich MiG-25 Foxbat - 13 esemplari (?-?)
- Sukhoi Su-24MK Fencer - 30 esemplari (1992-2012)[4]
- Sukhoi Su-24MR Fencer - 12 esemplari (1992-2012)[4]
- Sukhoi Su-27P Flanker - 21 esemplari (1992-2012)[4]
- Sukhoi Su-27UB Flanker - 4 esemplari (1992-2012)[4]
- Tupolev Tupolev Tu-154 Careless - 1 esemplare (1992-?)[4]
- Tupolev Tupolev Tu-134 Crusty - 1 esemplare (1992-?)[4]
- Antonov An-24 Coke - 1 esemplare (1992-?)[4]
- Antonov An-12 Cub - 7 esemplari (1992-?)[4]
- Mil Mi-8MSB Hip - 127 esemplari (1992-2015)[4]
- Mil Mi-6 Hook - 11 esemplari (1992-?)[4]
- Mil Mi-2 Hoplite - 24 esemplari (?-?)
- Antonov An-2 Colt - 24 esemplari (?-?)

Molti esemplari immagazzinati sono stati riesportati in vari paesi.